# Krusenstern-Straße
Die Krusenstern-Straße (russisch Пролив Крузенштерна) ist eine Meerenge im Kurilenarchipel,
welche zwischen der südlich gelegenen Insel Raikoke und den Lowuschki-Felsen verläuft. Sie verbindet das Ochotskische Meer mit dem Pazifischen Ozean.
Die Meerenge wurde benannt nach dem russischen Admiral und Entdecker Adam Johann von Krusenstern.